# NGC 316

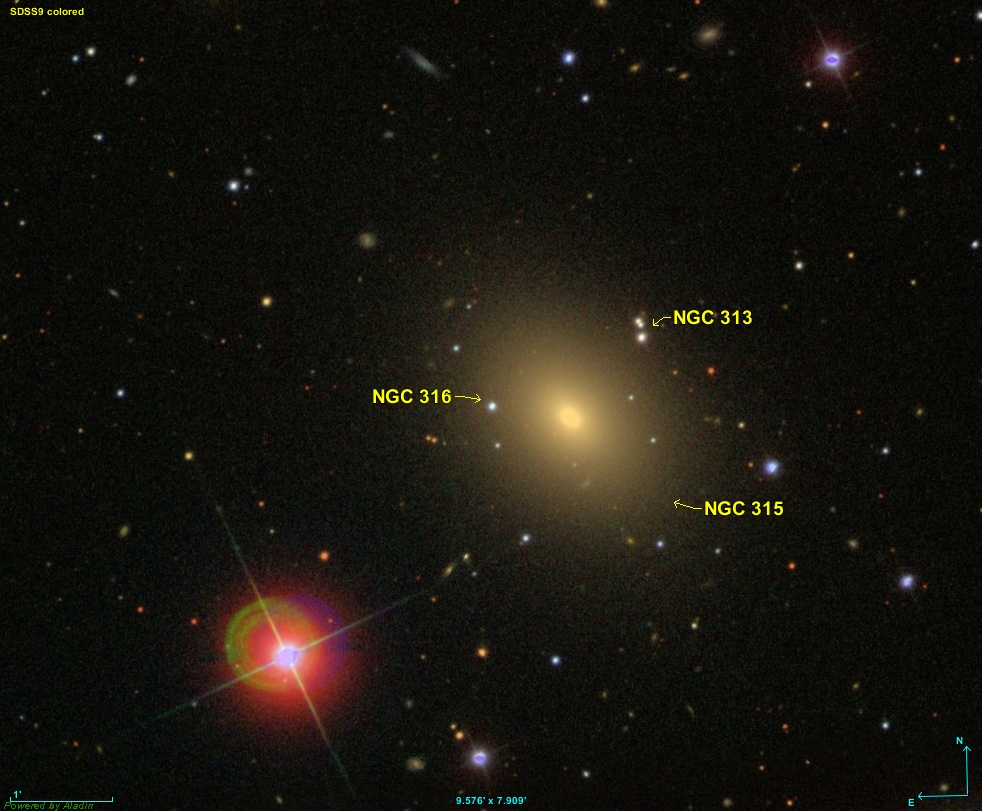
NGC 316

NGC 316 là một ngôi sao nằm trong chòm sao Song Ngư. Nó được phát hiện vào ngày 29 tháng 11 năm 1850 bởi Bindon Stoney.